# میرکرک
میرکرک (به هلندی: Meerkerk) یک منطقهٔ مسکونی در هلند است که در زیدریک واقع شده‌است. میرکرک c نفر جمعیت دارد.